# Giovanni Lilliu
Giovanni Lilliu (* 13. März 1914 in Barumini, Sardinien; † 19. Februar 2012 in Cagliari) war ein italienischer Prähistoriker.
Lilliu wurde vor allem durch seine Forschungen und Veröffentlichungen zu den Nuraghen bekannt, den prähistorischen und frühgeschichtlichen Turmbauten der Bonnanaro-Kultur (2200–1600 v. Chr.) auf Sardinien und der mit ihnen verbundenen nachfolgenden Nuraghenkultur (1600–238 v. Chr.). Der Nuraghen-Spezialist wurde vor allem 1955 als Entdecker einer der berühmtesten bronzezeitlichen Nuraghendörfer auf Sardinien, dem im Jahr 1997 zum UNESCO-Weltkulturerbe erklärten Monument Nuraghe Su Nuraxi unweit seines Geburtsorts Barumini, berühmt.
Nach dem Schulbesuch studierte Lilliu Klassische Philologie und im Anschluss Archäologie bei Ugo Rellini an der Scuola Nazionale di Archeologia in Rom. Nach Beendigung des Studiums kehrte er in seine sardinische Heimat zurück und war dort zwischen 1943 und 1955 Mitarbeiter der Antikenverwaltung (Soprintendenza alle Antichità della Sardegna).
Nach mehrjährigen anschließenden Forschungen gründete er 1955 die Schule für sardische Studien an der Universität Cagliari und war zwanzig Jahre lang bis 1975 deren Direktor. Zugleich übernahm er in dieser Zeit eine Professur für die sardische Antike an der Universität Cagliari, an der er zeitweise auch Dekan der Fakultät für Literatur und Philosophie war. Daneben war Lilliu Herausgeber der Zeitschriften Studi Sardi und Nuovo Bollettino Archeologico Sardo.
Während dieser Zeit wurde er vor allem durch seine umfangreichen Forschungen und Veröffentlichungen zu den Nuraghen bekannt, den prähistorischen und frühgeschichtlichen Turmbauten der Bonnanaro-Kultur (ca. 1800–1500 v. Chr.) auf Sardinien und der mit ihnen untrennbar verbundenen, nachfolgenden Nuraghenkultur (ca. 1600–238 v. Chr.). Von 1959 bis 1963 leitete Lilliu vier Ausgrabungs-Kampagnen in Ses Païsses auf Mallorca, die wertvolle Informationen lieferten und die meisten der heute sichtbaren Bauwerke einer spätbronzezeitlichen Talayot-Kultur freilegten. Ferner leitete er 1974 mit Enrico Atzeni die Ausgrabungen in Monte Prama, bei denen man etwa 30 unversehrte nuraghische Hockergräber fand.
Über seine Forschungen und Ausgrabungen verfasste er zahlreiche Artikel in Fachzeitschriften sowie Fachbücher, die sich mit Themen wie Dolmen di Motorra, die Nuraghen Oes, den Santu Antine, Madrone, Asoru, die Protonuraghen Front'e Mola, Brunku Madagui, die Gigantengräber von Biristeddi, Bidistili, Goronna und Su Monte de s’Ape befassten. Lilliu ging in seiner konservativen Forschungsarbeit davon aus, dass die von ihm bis ins Detail erforschten Nuraghentürme Sardiniens vornehmlich Verteidigungsanlagen waren und wehrte sich zeitlebens gegen moderne Thesen, die in Nuraghen Kult- und Heilstätten mit astronomischer Bedeutung sehen.
Neben seiner Lehr- und Forschungstätigkeit engagierte er sich auch mehrere Jahre in der Kommunalpolitik für die Democrazia Cristiana (DC) und vertrat diese von 1969 bis 1974 als Mitglied im Regionalrat von Sardinien sowie von 1975 bis 1980 als Mitglied des Stadtrates von Cagliari.
Für seine Verdienste wurde er 1990 zum Mitglied der Accademia Nazionale dei Lincei berufen sowie außerdem 2007 von der Autonomen Region Sardinien mit dem Ehrentitel Sardus Pater ausgezeichnet, mit dem in- und ausländische Persönlichkeiten gewürdigt werden, die sich in herausragender Weise um die Kultur und Gesellschaft Sardiniens verdient gemacht haben.

## Veröffentlichungen
- I nuraghi. Torri preistoriche della Sardegna. Cagliari 1962.
- Il dolmen di Motorra (Dorgali, Nuoro). In: Studi Sardi. 20, 1966, ZDB-ID 428982-1, S. 74ff.
- Sculture della Sardegna nuragica. Cagliari 1966.
- mit Hermanfrid Schubart: Frühe Randkulturen des Mittelmeerraumes. Korsika – Sardinien – Balearen – Iberische Halbinsel. Kunst der Welt: Die Kulturen des Abendlandes. Holle, Baden-Baden 1967. (1979, ISBN 3-87355-192-6)
- mit Tet Arnold von Borsig, Dora Fischer: Sardinien. München 1977, ISBN 3-7774-2820-5.
- La civiltà nuragica. Sassari 1982, ISBN 88-7138-132-7.
- La civiltà dei Sardi dal paleolitico all'età dei nuraghi. Turin 1988, ISBN 88-397-0521-X.
- mit Raimondo Zucca: Su Nuraxi di Barùmini. Sassari 1988, ISBN 88-7138-109-2.
- Das Sardinien der Nuraghen. Istituto Geografico De Agostini, Novara 1993, DNB 963210548.
- Betili e betilini nelle tombe di giganti della Sardegna. Rom 1995, ISBN 88-218-0499-2.